# 澳华历史博物馆
澳华历史博物馆（英文：Chinese Museum, Melbourne）是座落于澳大利亚墨尔本唐人街旁，于1985年对外开放的博物馆。博物馆主题讲述了关于华人及华人来澳的200余年的历史。博物馆馆藏超过8000件展品。

## 历史与现状

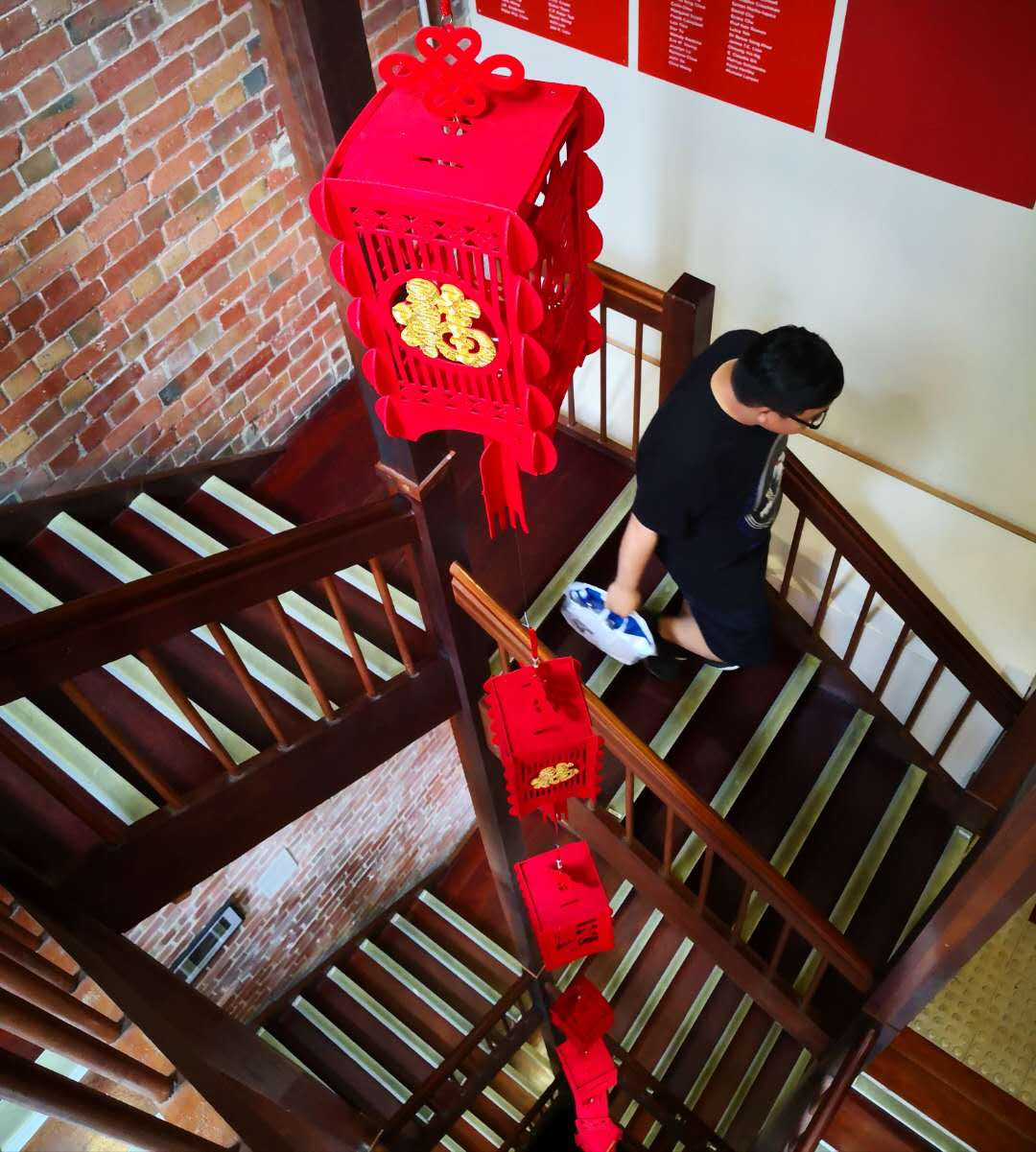
澳华历史博物馆楼梯及参观游客

维多利亚州旅游局在1982年刚成立时的局长东·邓斯坦提出对唐人街进行开发及保护，并得到维州政府、墨尔本市政府及华人社区的响应。地处小伯克街与倫斯敦街之间的柯恒广场22号（22 Cohen Place）原本是剧院的仓库和后台的红砖大楼成为博物馆所在地。该建筑由柯恒兄弟（Cohen Bros）于1890年建造并用于制造家具和储藏。柯恒兄弟离开后，先后有几家公司在此办公。后来该建筑被墨尔本女王陛下劇院购买用于存放服装设备以及作为更衣室。后来维州政府将该建筑从女王陛下剧院收购并租给澳华历史博物馆。博物馆于维州成立150周年的1985年11月正式对外开放。
2010年，维州政府投资1千2百万澳元将博物馆维修。由矿产和金属集团资助在澳华博物馆举办的教育项目与预科到12年级的维州课程和澳大利亚课程相关，故经常会有学校组织前来参观。2018年统计，超过3万名学生以及数万名游客前往澳华历史博物馆学习、参观。该博物馆的主要资金来源为州政府资助、门票销售以及捐赠。

## 展览
澳华历史博物馆常设展览共有四个，分别是澳洲华人历史文化展、讲述“淘金热”时期华工的淘金展、收藏三条大龙的墨尔本的中国龙龙馆以及中华历史文化展
，截止2018年，澳华历史博物馆共有藏品8000多件，其主要来源来自华人家庭、组织或者公司的捐赠。
位于博物馆三楼的澳洲华人历史文化展展区内收藏着中国移民澳大利亚的文物藏品及照片。早期华人与白人组成家庭的生活照，各行各业尤其是木匠在当时留下的中国式的旧家具、手工艺品等作品、清末时期的服饰如新娘的凤冠霞披和三寸金莲绣鞋以及早期华人组织建立的足球队的藏品都记录者澳洲华裔的生活和历史。展馆墙壁上的白澳政策时期，关于“黄祸”的海报或漫画记录着澳洲历史上对华人的苛刻对待。
淘金展位于博物馆地下一层，模仿当时华工远渡重洋来到澳洲时的小船作为起点，模拟的金矿井为主题的主展厅讲述了几万淘金热时期来到澳洲的华工的故事。展品包括当时的船票、单据、家书以及当时淘金使用的工具等。也介绍了华工在淘金之余，包括赌博、买彩票、听粤剧的文化生活。
墨尔本大龙会的三只龙藏于澳华历史博物馆。这三条龙是100年来每年春节或蒙巴节等大型节日庆祝活动中，华人所舞之龙。三只龙分别是墨尔本唐人街第一条的“爷爷龙”，使用了27年的如今已经退休的“大龙”以及为迎接21世纪所做的“千禧龙”。其中“千禧龙”是全世界最大的游行龙，盘卧在博物馆一层至地下一层。“千禧龙”诞生于中国广东省佛山市，并于2003年抵达墨尔本并正式开始游行，千禧龙长64米、直立起来约3米高，仅龙头需要8人才能抬起，整条龙则需要超过200人才能舞动。
中华历史文化展则是展示澳华历史博物馆与其他博物馆合作所展出的文物收藏。2016年至2019年上半年，该展的主题为《名垂千古：大汉朝 名人·思想·创意（Han Dynasty: Life everlasting people·ideas·innovation）》。
除了长期展览之外，澳华历史博物馆也会主办一些特别展览或临时展览，如《华裔军人展览（Chinese Anzacs）》讲述包括沈比利在内的华裔澳洲军人的故事。此展已在维州多个澳大利亚已退役及尚在服務的軍人聯盟俱乐部展出。但澳大利亚战争纪念馆和墨尔本战争纪念馆都因排展已满曾拒绝过该展览。2018年，博物馆开始与中华人民共和国的城市合作推出城市特别展，《印象上海（Impressions of Shanghai）》便是与上海市档案馆、上海历史博物馆合作推出的介绍上海的文化展览。2019年开展的《百万则故事：华人来澳200周年展（One Million Stories: Chinese Australian 200 Years）》则是讲述从首位华裔移民麦世英1818年从广州抵达悉尼开始，200年间华裔个人、家庭安家在澳洲的故事。